# Liste der nicaraguanischen Gesandten in Peru
Die Botschaft von Nicaragua in Peru befindet sich in der Ave. 28 de Julio 1045 San Antonio, Miraflores Lima.
| Ernennung / Akkreditierung | Name                               | Bemerkungen | ernannt von               | akkreditiert bei der Regierung | Posten verlassen |
| -------------------------- | ---------------------------------- | --- | ------------------------- | ------------------------------ | ---------------- |
| 1959                       | Adrián Cuadra Gutiérrez            | (*Jinotepe) | Luís Somoza Debayle       | Manuel Prado y Ugarteche       | 1975             |
| 1981                       | Julio Molina Mendoza               | [ 1 ] | Francisco Urcuyo Maliaños | Fernando Belaúnde Terry        | 1987             |
| 2001                       | Svetlana Danessa Contreras Obregón | Geschäftsträgerin | Arnoldo Alemán            | Valentin Paniagua              | 2002             |
| 2002                       | Leandro Marín Abaunza              | [ 3 ] | Enrique Bolaños Geyer     | Alejandro Toledo Manrique      |                  |
| 2003                       | Guillermo Pérez-Argüello           | (* 1950 in Lima) war auch bei der Regierung in Brasilia akkreditiert und Mitglied der Los Hang Ten’s | Enrique Bolaños Geyer     | Alejandro Toledo Manrique      |                  |
| 2005                       | Maritza Rosales Granera            | Geschäftsträgerin | Enrique Bolaños Geyer     | Alejandro Toledo Manrique      | 2007             |
| 2007                       | Tomás Borge                        | [ 6 ] | Daniel Ortega             | Alan García                    |                  |
| 4. Juni 2012               | Marcela Pérez Silva                | (* 14. September 1960 in Lima) 1976–1979: Colegio María Reina Marianisten, 1976–1979: Escuela de Teatro de la Universidad Católica (Perú), 1979–1989: DAMS Facoltà di Lettere e Filosofia Universität Bologna, 2007: Heirat mit Tomás Borge, drei Kinder. | Daniel Ortega             | Ollanta Humala                 | 2018             |